# Borgarfjörður (comune)
Borgarfjörður è un comune dell'Islanda, che conta 141 abitanti, presso il fiordo omonimo, nella regione dell'Austurland.